# Richwin de Commercy
Richwin (ou Riquin) de Commercy († 1126) est le 41e évêque de Toul.

## Biographie
Après la mort de l'évêque Pibon, une division déplorable s'éleva dans le sein de l'Église de Toul au sujet de l'élection du nouvel évêque. Le véritable auteur de ce schisme était l'empereur Henri V qui à peine monté sur le trône avait rompu avec le Saint-Siège en renouvelant les anciennes prétentions de son père sur les investitures. Ce prince voulant conférer l'évêché de Toul à un personnage dévoué à son parti avait fait proposer au Chapitre d'élire son aumônier, Conrad de Schwarzembourg. Les jeunes chanoines lui donnèrent leurs voix mais les anciens élurent Richwin, fils du seigneur de Commercy. Ni les uns ni les autres ne consentirent à se désister de leur choix de sorte qu'il y eut deux élections dont l'une fut soutenue par l'Empereur et l'autre par le Pape.   
Les deux évêques se firent sacrer et prétendirent exercer les fonctions de l'épiscopat dans le même diocèse. Cette collision dura quelques années mais les jeunes chanoines ayant reconnu le mal fait à la religion par cette scandaleuse rivalité abandonnèrent la cause de Conrad et se réunirent à Richwin. Les bourgeois de Toul suivirent leur exemple et chassèrent Conrad de leur ville, ce qui n'empêcha pas celui-ci de continuer à se qualifier évêque de Toul et d'en remplir quelque temps encore les fonctions dans certaines parties du diocèse. Les choses changèrent bientôt de face. Richwin, séduit par les promesses d'Henri V, se déclara pour lui et contre le Pape malgré la sentence d'excommunication dont ce prince venait d'être frappé, et Conrad au contraire, abandonna ce dernier pour rentrer dans l'unité de l'Église.   

### Diète à Strasbourg (1114)
Henri V convoqua une diète à Strasbourg en 1114. L'évêque Richwin y assista et reçut de l'Empereur en témoignage de son dévouement à son parti le privilège de faire battre monnaie dans la ville de Toul et d'y assembler la noblesse de son comté toutes les fois qu'il le jugerait nécessaire. Ces faveurs contribuèrent à affermir encore davantage Richwin dans le schisme ; aussi y entraîna-t-il les bourgeois à son retour dans sa ville épiscopale et leur promit-il la protection de l'Empereur contre les censures de Rome.   

#### Intervention de Rome
Le cardinal Conon, légat du Saint-Siège en France et en Allemagne, vint à Toul en 1118 dans l'intention de faire sentir à l'Évêque les égarements de sa conduite et pour tâcher de le ramener ainsi que son peuple sous la soumission du légitime pasteur de l'Église. A la nouvelle de son arrivée, Richwin s'était absenté et la démarche du cardinal fut sans résultat. Celui-ci chercha vainement dans plusieurs conférences à éclairer les esprits ; loin de rien obtenir, ses harangues irritèrent les bourgeois à un tel point que s'il ne se fût empressé de sortir clandestinement de la ville, ils eussent insulté et maltraité sa personne. Cependant, Calixte II ayant succédé à Gélase II sur le trône pontifical, fit tous ses efforts pour arracher les évêques d'Allemagne au schisme dont Henri V était le principal fauteur.   

#### Richwin se range sous l'autorité du Pape
Richwin commença à reconnaître qu'il avait marché dans une fausse route et résolut de quitter le parti de l'Empereur pour se ranger sous l'autorité de Calixte. Non seulement il envoya deux chanoines de son Église à ce Pape afin de l'assurer de son obéissance, mais il alla le trouver lui-même à l'abbaye de Cluny pour lui offrir ses excuses et lui demander l'absolution des censures qu'il avait encourues. Calixte reçut l'Évêque avec bonté, l'embrassa et l'invita à se trouver au concile de Reims qui devait avoir lieu au mois d'octobre de l'année courante 1119.   

### Excommunication de l'Empereur (1119)
Richwin désormais docile aux ordres du chef de l'Eglise universelle, se rendit à ce concile où fut excommunié l'empereur Henri V en présence de quatre cent vingt sept prélats ou abbés qui se tinrent tous debout avec un cierge allumé à la main au moment où le Pape prononça la sentence. Ce fut trois ans après la promulgation de cet anathème que se termina enfin entre Rome et l'Empire ce long drame que l'on appelle la querelle des investitures. Henri V, effrayé de l'excommunication et peut être encore plus de l'attitude alors menaçante des princes allemands, se résigna à la paix.    

#### Concordat de Worms (1122)
Dans une assemblée tenue à Worms en 1122 à laquelle assista notre évêque Richwin, l'Empereur renonça aux investitures par l'anneau et la crosse, symboles de l'autorité spirituelle, et se réserva seulement le droit de donner aux prélats élus canoniquement, librement et sans simonie, les régales ou l'investiture des fiefs par le sceptre impérial, symbole de la puissance séculière.   
Le père de Richwin, seigneur de Commercy, fit don à l'Église de Toul de la moitié de son château et des villages qui en dépendaient et le Pape confirma cette donation.  
Richwin mourut le 15 février 1126.  